# Уго (Кочосон)
Уго (кор. 우거왕, 右渠王, Ugeo Wang, Ugŏ Wang) — останній правитель давньокорейського царства Чосон Вімана, онук засновника династії Вімана.

## Біографія
Був онуком і послідовником політики Вімана, засновника династії. Багато зробив для зміцнення своєї держави, зокрема приваблював до своїх володінь жителів сусідньої Хань, мав дружні стосунки з головними ворогами китайської держави, племенами хунну. Окрім того, Уго відмовився підтвердити формальний васалітет й заборонив це робити своїм васалам. Такі дії відверто дратували й непокоїли імператора Хань.
109 року до н. е. імператор Лю Че відрядив до двору Уго посла Ше Хе, який мав переконати вана приїхати в Китай, та його місія провалилась. Дорогою назад Ше Хе вбив свого провідника, корейського князя Чана, про що доповів імператору. За таке Лю Че призначив Ше Хе на високу посаду в Ляодуні. Невдовзі корейці здійснили напад на провінцію й убили Ше Хе.
Та подія стала формальним приводом для початку воєнних дій, і Лю Че почав готувати напад на Чосон. Основу ханського війська склали злочинці, які в покарання за свої злочини мали захищати кордони держави. Така практика була звичайною для китайських правителів того періоду, оскільки більшість остерігались тримати регулярну армію (професійних військовиків). Одночасно морем проти Чосону вирушив Ян Пу, який із 50 000 вояків перетнув Бохайську затоку. З Ляодуна виступив головнокомандувач Сюнь Чжи на чолі армії з місцевих жителів.
Уго організував оборону та перегородив шлях китайцям на столицю. Корейцям удалось розбити військо Сюнь Чжи, а коли воїни останнього почали повертатись до Китаю, їх там страчували. Ян Пу спочатку вирішив підійти до Пхеньяна з 7-тисячним загоном, але вилазка столичного гарнізону була успішною, й китайці зазнали поразки та змушені були переховуватись у горах. Сюнь Чжи тим часом зібрав нове військо та здійснив напад на корейців на річці Ялуцзян, але знову зазнав невдачі.
Попри всі успіхи корейського війська ресурси Уго виснажувались, тому він вирішив піти на перемовини та навіть заявив, що готовий визнати владу Лю Че. З цією метою корейський правитель відрядив до Чанані свого спадкоємця, надав продовольство китайському війську та забезпечив його кіньми. Втім через неузгодженість дій китайці прийняли 10-тисячний загін супроводу корейського принца за військо й атакували його. В результаті спадкоємець Уго був убитий.
Після цього ханьці розбили корейське військо й підійшли до столиці, з півдня підійшов флот, який приєднався до облоги, що тривала кілька місяців. Під час облоги Уго проводив сепаратні перемовини з Ян Пу, сподіваючись отримати мир на вигідних умовах, оскільки серед вояків флотоводця панували пораженські настрої. Натомість Сюнь Чжи поспішав узяти місто штурмом, але не мав підтримки від флоту. Зрештою в китайському війську запанувала взаємна недовіра, через що війна практично зупинилась, та облогу не було знято.
Імператор удався до повторної спроби перемовин, але вони зайшли в глухий кут. Після цього командування облогою було доручено Гунсунь Сую, правителю області Цзінань. Останній, розібравшись у ситуації, заарештував Ян Пу, взяв командування на себе й надіслав імператору доповідь. Натомість імператор наказав стратити Гунсунь Суя, а військо і флот перейшли під командування Сюнь Чжи. Тим часом впливові чосонці Сянлужень, Сяньхяньїнь, Нісісяншень, Цзянцзюнь і Ванцзя змовились покинути Уго, оскільки той не збирався здаватись, а становище вони вважали безнадійним. Тоді вони втекли до китайців, а згодом Нісісяншень підіслав до вана вбивць й Уго був убитий. Після того місто протрималось недовго.
Після вбивства Уго та падіння столиці Чосон був розділений на чотири ханські округи, корейці-зрадники отримали титули хоу.